# 울진 불영사 영산회상도
울진 불영사 영산회상도(蔚珍 佛影寺 靈山會上圖)는 대한민국 경상북도 울진군 울진군 불영사에 있는 조선시대의 불화이다. 1997년 8월 8일 대한민국의 보물 제1272호로 지정되었다.
영산회상도는 석가모니가 설법하는 장면을 묘사한 그림이며, 대웅보전 불상의 뒷벽에 있다.

## 개요
영산회상도는 석가가 설법하는 장면을 묘사한 그림으로, 대개 불상의 뒷벽에 위치한다.
이 영산회상도의 석가여래는 오른쪽 어깨가 드러나는 우견편단의 옷을 걸쳤으며, 손가락을 땅으로 향하게 하여 마귀를 물리치는 의미를 지닌 항마촉지인의 손모양을 하고 앉아 있다. 석가여래 주변으로 10대 보살, 사천왕상, 상단의 10대 제자 등이 배열되어 있다. 주로 영산회상도에서는 8대보살이 그려지는데, 이 그림에서는 10대보살을 표현한 점과 석가불 아래의 그 보살이 유난히 큰 점이 특징이다. 석가의 옷이 붉은색이고 석가 뒤의 광배가 이중으로 붉은 테를 두른 점등은 조선 후기의 불화양식보다 약간 앞선 양식적 특징이다. 채색의 사용법이 유창하고 아름다우며 묘사법이 정밀하여 그림의 가치를 더욱 높인다.
조선 영조 9년(1733)에 그려진 이 그림은 격조있는 양식, 양호한 보존상태 등으로 18세기 초 조선불화를 연구하는데 중요한 역할을 하는 귀중한 자료이다.

## 같이 보기
- 불영사

## 참고 자료
- 울진 불영사 영산회상도 - 국가유산청 국가유산포털